# Storia di un peccato
Storia di un peccato (Dzieje grechu) è un film del 1975 diretto da Walerian Borowczyk, tratto dal romanzo dello scrittore polacco Stefan Zeromskj.

## Trama
A Varsavia, nei primi anni del 1900, la giovane Ewa Pobratyńska vive coi suoi genitori, proprietari terrieri impoveriti che affittano le stanze della propria casa per racimolare del denaro. Tra gli affittuari vi è anche lo scrittore e antropologo Łukasz Niepołomski, giunto in città per chiedere il divorzio da sua moglie, sebbene non vi siano concrete possibilità che gli venga concesso. Ewa si innamora perdutamente di Łukasz, ma il loro amore viene contrastato sul nascere dai genitori di Ewa e dallo scandalo che una relazione extraconiugale susciterebbe. Quando Łukasz lascia la casa, comincia una fitta ed appassionata corrispondenza con la ragazza. Venuta a sapere che Łukasz è rimasto ferito in un duello, Ewa abbandona il lavoro e lo raggiunge nell'ospedale nel quale è tenuto in cura. Ripresosi, Łukasz si mette in viaggio verso Roma per portare a termine la procedura di divorzio, senza sapere che Ewa aspetta un bambino da lui. La giovane si mette di nuovo sulle sue tracce, senza mai riuscire a incontrarlo, nonostante l'aiuto del ricco conte Szczerbic, innamorato di Ewa.
Dopo averlo cercato invano in Italia e in Francia, Ewa scopre che Łukasz ha ottenuto il divorzio e ha sposato un'altra donna. Durante l'ennesimo viaggio, viene fermata da Antoni Pochron, un poco di buono del quale diventa l'amante per via di un ricatto: Pochron sa che Ewa ha ucciso il suo bambino subito dopo il parto. Diviene così complice dell'omicidio del conte Szczerbic: gli scrive, sotto minaccia, una lettera passionale col quale lo invita a raggiungerla insieme a una grande somma di denaro per poter fuggire in America; giunto sul posto, Ewa gli somministra una dose letale mentre la banda di Pochron prende i soldi e ne fa sparire il cadavere.
La ragazza inizia a prostituirsi in Polonia. Un giorno, si decide a lasciare la casa di tolleranza grazie alle parole di Cyprian Bodzanta, il fondatore di un centro di recupero per donne con una vita difficile alle spalle. Pochron si mette in contatto con lei e la convince ad abbandonare il centro di Bodzanta, con la promessa di farle incontrare Łukasz. Ewa scopre di essere ancora una volta parte di una trappola: quando rivede Łukasz lo avverte che dietro di lei ci sono degli uomini armati, ma nella sparatoria che ne segue rimane ferita mortalmente.

## Produzione

### Riprese
Tutte le riprese, anche quelle che raffigurano la Costa Azzurra e l'Italia, sono state effettuate a Łódź.